# Ubojstvo Georgea Floyda
Ubojstvo Georgea Floyda, Afroamerikanca porijeklom iz Houstona, Teksasa, dogodilo se 25. svibnja 2020. godine u Powderhornu, gradskoj četvrti grada Minneapolisa u saveznoj državi Minnesoti, SAD. 

## Povijest
Nakon što je uhićen i privezan lisicama na licu mjesta, policajac Derek Chauvin je držao koljeno na Floydovom vratu dok je George privezan ležao licem prema dolje na asfaltu ulice u kojoj se događaj zbio. Koljeno je držao 8 minuta i 46 sekunda, od toga 2 minute i 53 sekunde nakon što Floyd nije davao znake života. Tri policajca, Tou Thao, J. Alexander Kueng i Thomas K. Lane sudjelovali su u Floydovom uhićenju, pri čemu je Kueng držao Floyda za leđa, Lane za noge, a Thao je gledao i stajao u blizini.
Incident je snimljen pametnim mobitelima. Uhićenje je izvršeno nakon što je Floyd navodno pokušao koristiti krivotvorenu novčanicu od 20 dolara u obližnjoj trgovini. Video snimak koji je napravio prolaznik, na kojem se vidi kako uhićeni Floyd ponavlja "Molim te", "Ne mogu disati" i "Nemoj me ubiti", širili su se društvenim mrežama i medijima na internetu. Sva četiri policajca otpuštena su 26. svibnja 2020.
Dan nakon Floydove smrti, 26. svibnja 2020. godine, započeli su prosvjedi protiv policijskog nasilja, koji su na početku bili mirni, ali kasnije istog dana postali nasilni. Manja poduzeća i trgovine zapaljene su, a mnoge opljačkane i oštećene.
Chauvin je uhićen 29. svibnja i tereti ga se za ubojstvo trećeg stupnja. U optužnici navedeno je i da se oglušio na prijedlog kolege da bi Floyda trebalo okrenuti na stranu, umjesto da ostane u položaju licem prema dolje. Službena autopsija je obznanila da je Floyd preminuo od zastoja srca. Iako se uzrok smrti razlikuje od nezavisne autopsije, obje zaključuju da se radi o ubojstvu.

## Vanjske poveznice
- Snimak smrti Georgea Floyda
- Snimak sigurnosne kamere